# Țal!...
Țal!... este o operă literară scrisă de Ion Luca Caragiale. În introducere se explică ce este țalul.